# Франсуаза Барб-Ґалль
Франсуаза Барб-Ґалль (фр. Françoise Barbe-Gall; нар. Франція) — французька письменниця, мистецтвознавець, авторка науково-популярних книжок для дітей про образотворче мистецтво, консультант Міністерства освіти Франції.

## Біографія
Вивчала мистецтво в Сорбонні та Школі Лувру, у якій сама зараз викладає. 
З 1988 до 1990 року працювала викладачем історії мистецтв в Університеті Париж III Нова Сорбонна, у 1990 та 1991 роках викладала у Весліанському університеті (VWPP) в Парижі. 
У 1992 році заснувала асоціацію CORETA («Comment Regarder un Tableau» — «Як дивитися на картину»), де сьогодні читає лекції та проводить майстер-класи для музейних працівників, освітян, батьків. Своєю діяльністю Франсуаза Барб-Ґалль прагне донести мистецтво до усіх зацікавлених доступною мовою.

## Творчість
Літературним дебютом Франсуази Барб-Ґалль стала книжка «Як розмовляти з дітьми про мистецтво», видана в 2002 році. Це перше в своєму роді видання про мистецтво для дітей, адресоване дорослим. На сьогодні твір перекладений понад 8 мовами, серед яких англійська, українська, російська та ін. Книжка написана в формі питань та відповідей, просто та зрозуміло пояснюючи всесвітньовідомі твори образотворчого мистецтва. Доступно і в зручній формі авторка підказує, як навчити дітей «бачити» картину, сприймати і розуміти її. На найбільш поширені й актуальні питання запропоновано лаконічні відповіді, покликані задовольнити цікавість і заохотити до нових пошуків.

## Українські переклади
- Барб-Ґалль, Ф. Як розмовляти з дітьми про мистецтво [Текст] / Франсуаза Барб-Ґалль ; пер. з фр. Софії Рябчук. — Львів : Видавництво Старого Лева, 2015. — 192 с., іл. — ISBN 978-617-679-079-2.
- Барб-Ґалль, Ф. Як розмовляти з дітьми про мистецтво XX століття [Текст] / Франсуаза Барб-Ґалль ; пер. з фр. Софії Рябчук. — Львів : Видавництво Старого Лева, 2016. — 176 с., іл. — ISBN 978-617-679-219-2.

### Рецензії
- Т. Цибульник. Мистецтво без «-ізмів» («KORYDOR», 27.01.2015)